# Gometz-la-Ville
Gometz-la-Ville é uma comuna francesa na região administrativa da Ilha de França, no departamento de Essonne. Estende-se por uma área de 9.86 km². Em 2010 a comuna tinha 1 516 habitantes (densidade: 153,8 hab./km²).